# 交響曲第2番 (デュティユー)
交響曲第2番『ル・ドゥーブル』は、アンリ・デュティユーが1957年から1959年にかけて作曲した交響曲である。1959年12月11日にシャルル・ミュンシュ指揮ボストン交響楽団によって初演された。
大オーケストラの中に小オーケストラを配置するコンチェルト・グロッソ形式が特徴である。

## 楽器編成
ピッコロ1、フルート2（ピッコロ持ち替え）、オーボエ2（2はコールアングレ持ち替え）、クラリネット（変ロ）2（2はバスクラリネット持ち替え）、ファゴット2（2はコントラファゴット持ち替え）、ホルン2、トランペット2、トロンボーン2、テューバ1、打楽器（シンバル、サスペンデッド・シンバル、トライアングル、タムタム、大太鼓、シロフォン、ヴィブラフォン、グロッケンシュピール各1）、ハープ1、弦五部
（小オーケストラ（独奏）部）
オーボエ1、クラリネット（変ロ）1、ファゴット1、トランペット1、トロンボーン1、クラヴサン1、チェレスタ1、ティンパニ、ヴァイオリン2、ヴィオラ1、チェロ1

## 楽曲構成
3楽章からなる。演奏時間は約30分。
- 第1楽章 アニマート・マ・ミステリオーソ
- 第2楽章 アンダンティーノ・ソステヌート。
- 第3楽章 アレグロ・フォコソ～カルマート